# Шарапиха (Тверская область)
Шарапиха — деревня в Рамешковском районе Тверской области.

## География
Находится в восточной части Тверской области на расстоянии приблизительно 30 км на юго-восток по прямой от районного центра поселка Рамешки.

## История
В 1859 году в русской владельческой деревне Новая Шарапиха 3 двора, в 1887 году 9. В советское время работали колхозы «Красный колос», «Заря рассвета» и «Ильич». В 2001 году в деревне постоянно проживающих не было, 2 дома принадлежали наследникам и дачникам. До 2021 входила в сельское поселение Ильгощи Рамешковского района до их упразднения.

## Население
Численность населения: 29 человек (1859 год), 52 (1887), 1 (1989), 0 как в 2002 году, так и в 2010.